# ¡Viven! (libro)
¡Viven! es un libro de Piers Paul Read. Fue publicado por Editorial Barreiro y Ramos en abril de 1974.

## Reseña
«¡Viven!» La tragedia de los Andes. Es un libro basado en hechos reales y en las entrevistas realizadas a los dieciséis supervivientes del accidente del vuelo 571 de la Fuerza Aérea Uruguaya. Los supervivientes fueron José Pedro Algorta, Roberto Canessa, Alfredo Delgado, Daniel Fernández, Roberto François, Roy Harley, José Luis Inciarte, Javier Methol, Álvaro Mangino, Carlos Páez Rodríguez, Fernando Parrado, Ramón Sabella, Adolfo Strauch, Eduardo Strauch, Antonio Vizintín y Gustavo Zerbino. Quienes escriben el prólogo del libro.
En 1972 un vuelo partió de Montevideo, Uruguay, con destino a Santiago, Chile, en el viajaban cuarenta y cinco pasajeros, de un equipo uruguayo de rugby, el Old Christians Club cuyos miembros eran estudiantes de Colegio Stella Maris de Montevideo, y de sus amigos, familiares y la tripulación del vuelo. Todos ellos se vieron envueltos en un accidente aéreo al estrellarse su avión en los Andes el 13 de octubre de 1972. De los veintinueve que estaban vivos a los pocos días del accidente, otros ocho fueron muertos por un alud que barrió su refugio en los restos.
Los sobrevivientes tenían poca comida y ninguna fuente de calor en la dureza del clima, a más de 3.600 metros de altitud. Pudieron escuchar en las noticias en la radio que la búsqueda de ellos había sido abandonada. Los equipos de rescate no dieron cuenta de los supervivientes hasta 72 días después del accidente, cuando los pasajeros Fernando Parrado y Roberto Canessa, después de un viaje de 10 días a través de los Andes, se encuentran con un arriero chileno Sergio Catalán, que alertó a las autoridades sobre la existencia de los otros supervivientes. El hecho también es conocido como "el milagro de los Andes". Los supervivientes tuvieron que recurrir a la antropofagia para subsistir las diez semanas en las montañas.
El libro es superventas, cuenta con fotografías en blanco y negro. En 1993 se estrenó una película basada en este libro, ¡Viven!, dirigida por Frank Marshall.
Son más de siete los libros sobre el Vuelo 571 de la Fuerza Aérea Uruguaya de diferentes autores.

## Galería

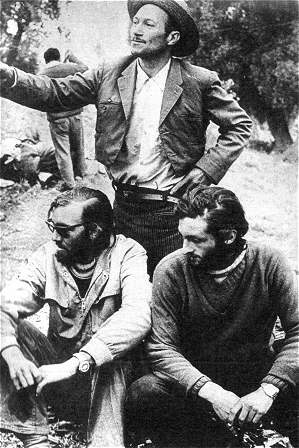
Parrado, Canessa y Sergio Catalán en 1972.
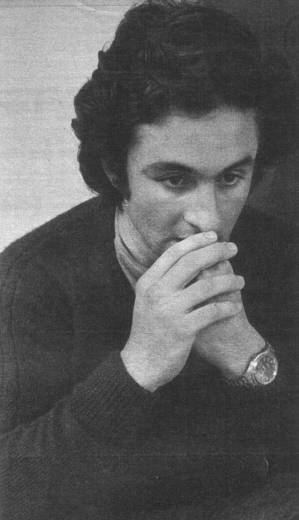
Roberto Canessa en 1974.
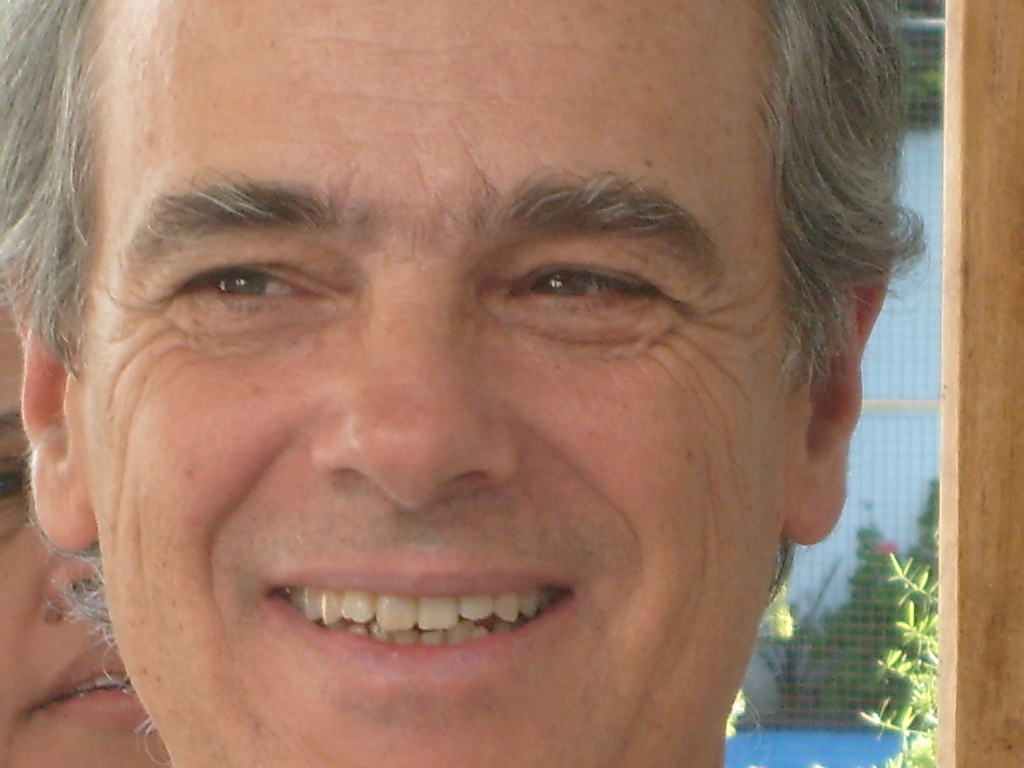
Pedro Algorta en 2008.
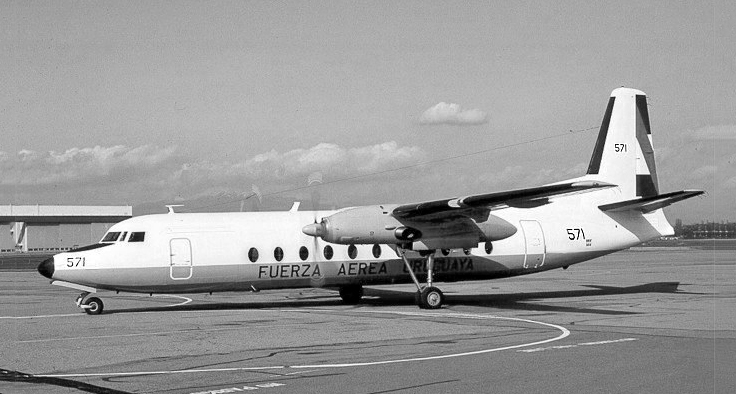
Avión Fokker F27 Fuerza Aérea Uruguaya en 1972.
Mapa con el recorrido de Parrado y Canesa.